# Родде, Яков Матвеевич
Якоб (Яков Матвеевич) Родде (нем. Jacob Rodde; 1725 или 24 октября [4 ноября] 1723, Москва — 29 мая 1789, Рига, Рижское наместничество) — российский чиновник и переводчик немецкого происхождения, автор ряда пособий для изучения русского языка.

## Биография
Якоб родился в 1723/5 году в городе Москве, происходил из балтийской ветви любекского купеческого рода Родде. Вероятно, он был сыном купца Каспара Адольфа Родде (1680—1731) и его жены Маргарет Элизабет, урожденной Шефс. На момент рождения сына Каспар Адольф Родде был инспектором металлургического завода в Угодке (ныне Жуков), которым управлял немец-русский Петер Мюллер, а позднее торговцем в Архангельске. Вернер Адольф Родде приходился Якобу Родде (1726—1804) был младшим братом.
В 1739 году Вернер и Якоб Родде были отправлены в Галле-ан-дер-Заале для обучения. 10 сентября 1739 года он был принят в Латинскую школу Франкского фонда в Галле. В 1744 году он поступил в Галльский университет.
В 1747 году он вернулся домой, однако, вопреки ожиданиям не пошел служить в церковь или школу, а устроился на работу в качестве государственного служащего Российской империи. К 1762 году он дослужился до чина коллежского асессора (8 класс табели о рангах), что давало потомственное чиновное дворянство.
В конце 1660-х годов он оставил государственную службу, но позже служил в Рижском магистрате, где, сменив Фёдора Христиановича Фелькнера, с 1771 по 1774 год занимал должность секретаря и переводчика. С 1770 года он опубликовал ряд переводов с русского языка, в том числе речь митрополита Платона.
Когда в 1772 году в школах прибалтийских губерний, в том числе в Рижской соборной школе, ввели обязательные уроки русского языка, Родде написал свой самый известный труд «Российская грамматика», впервые опубликованный в 1773 году. Это был первый учебник для преподавания русского языка в немецкой школе. О том, насколько этот учебник был удачен, говорит тот факт, что он выдержал четыре издания до смерти автора и всё еще переиздавался даже в XX веке.
Яков Матвеевич) Родде умер 18 мая 1789 года в городе Риге.